# شجاع أباد (سفيد دشت)
شجاع أباد (بالفارسية: شجاع‌آباد) هي قرية تقع في إيران في قسم سفید دشت الريفي.